# Al Hazm (Yemen)
Al Hazm o al-Hazm (en árabe: الحزم) es la ciudad principal de la gobernación de Yauf y del distrito de Al Hazm en Yemen. Se encuentra al noroeste de la ciudad de Marib y al sureste de Sa'dah. 
A finales de la década de 1980 se construyó una carretera a través de Al Hazm, que conduce a Baraqish y Ma'in al sur de Marib. La OPEP informó que Yemen había recibido un préstamo de 5 millones de dólares para el proyecto de la carretera el 11 de mayo de 1987. Cuenta con el servicio del aeropuerto de Al Hazm. El 1 de marzo de 2020, la ciudad fue capturada por los hutíes durante la ofensiva de Yauf, como parte de la segunda guerra civil yemení.